# Phare d'Ancône
Le phare d'Ancône (en italien : Faro di Ancona) est un phare situé sur Colle Cappuccini une colline du Parco del Cardeto surplombant le port d'Ancône, dans la région des Marches en Italie. Il est géré par la Marina Militare.

## Histoire
L'ancien phare a été construit par volonté du pape Pie IX lorsque la région était encore sous l'autorité des États pontificaux en 1860. C'est une tour cylindrique en briques rouges construite sur une base quadrangulaire. Il avait une hauteur focale de 37,74 m au-dessus du niveau de la mer et émettait une lumière clignotante blanche toutes les 45 secondes.
Le phare actuel a été construit en 1965 à environ 200 m au sud-est de l'ancien phare. Il a été mis en service en 1971. Le phare est entièrement automatisé. Il possède un Système d'identification automatique pour la navigation maritime.

## Description
Le phare  est une tour carrée de 17 m de haut, avec double galerie et lanterne métallique. Le phare est gris avec des bandes verticales blanches et le dôme de la lanterne est gris métallique. Il émet, à une hauteur focale de 118 m, quatre brefs éclats blancs de 0,3 seconde toutes les 30 secondes. Sa portée est de 25 milles nautiques (environ 46 km) pour le feu principal et 18 milles nautiques (environ 33 km) pour le feu de veille.

Identifiant : ARLHS : ITA-104 ; EF-3930 - Amirauté : E2344 - NGA : 11216 .

## Caractéristiques dufeu maritime
Fréquence : 30 secondes (W-W-W-W)
- Lumière : 0,3 seconde
- Obscurité : 4,7 secondes
- Lumière : 0,3 seconde
- Obscurité : 14,7 secondes

|                |
| Le vieux phare |

### Lien connexe
- Liste des phares de l'Italie